# Per Carlsson
Per Carlsson (1952. december 22. –) svéd raliversenyző és navigátor.

## Pályafutása
Negyvenöt rali-világbajnoki versenyen vett részt navigátorként, további öt futamon pedig pilótaként.
Ingvar Carlsson navigátoraként két futamgyőzelmet is szerzett a világbajnokságon. Kettősük 1989-ben megnyerte az új-zélandi, valamint a svéd versenyt, ezentúl az 1990-es Új-Zéland-ralin másodikak lettek. 
Több versenyzőnek is navigált a világbajnokság, valamint az Európa-bajnokság futamain. 

### Rali-világbajnoki győzelmei
| #  | Dátum              | Rali           | Versenyző       | Autó          | Összefoglaló |
| -- | ------------------ | -------------- | --------------- | ------------- | ------------ |
| 1. | 1989. január 6-8   | Svéd rali      | Ingvar Carlsson | Mazda 323 4WD | Összefoglaló |
| 2. | 1989. július 15-18 | Új-Zéland-rali | Ingvar Carlsson | Mazda 323 4WD | Összefoglaló |

## Külső hivatkozások
- Profilja a rallybase.nl honlapon